# Parrocchia di Trelawny
La parrocchia civile di Trelawny (Parish of Trelawny)  è una delle quattordici parrocchie civili della Giamaica con 75 799 abitanti (dato 2009).

## Geografia
È situata nella parte nord-occidentale dell'isola e fa parte della contea di Cornwall.
Ha come centro principale Falmouth ed è confinante a est con Saint Ann, a ovest con Saint James e a sud con Saint Elizabeth e Manchester. Le maggiori città sono Clarks Town, Duncans, Wakefield, Wait-a-Bit, Albert Town.
Misura complessivamente 874 chilometri quadrati ed è per estensione la quinta parrocchia civile dello stato caraibico.

## Economia
L'economia locale si basa essenzialmente sull'agricoltura (produzione di zucchero) e sulla manifattura.
Oltre al capoluogo Falmouth, i centri maggiori sono Clarks Town, Duncans, Wakefield, Wait-a-Bit e Albert Town.

## Storia

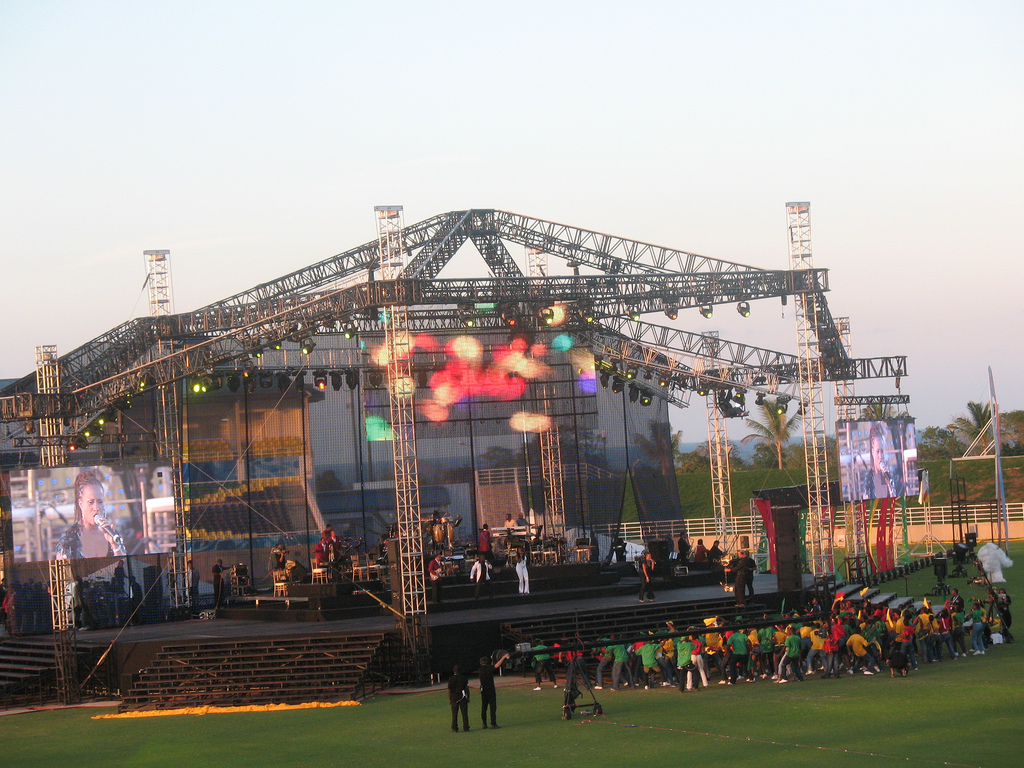
La cerimonia di apertura della World Cup di Cricket svoltasi a Trelawny nel 2007

L'entità amministrativa fu fondata nel 1770 da proprietari di piantagioni di St. James e St. Ann. Prese il nome dall'allora governatore della Giamaica Sir William Trelawny. La prima capitale fu Martha Brae, situata due miglia all'interno di Rock Bay.
Trelawny è conosciuta essenzialmente per le sue industrie per la lavorazione dello zucchero, le maggiori dell'intero comprensorio. Falmouth è divenuto il principale centro per le sue attività portuali e sociali: è giunto a contare due quotidiani, The Falmouth Post e The Falmouth Gazette.
La località è stata in passato residenza di un largo contingente di Maroon, schiavi che avevano raggiunto la libertà e che in base ad un trattato stipulato nel 1739 con l'Inghilterra poterono godere di diritto di proprietà e di accesso ai diritti civili. Una seconda rivolta di Maroon (esiliati dalla Nuova Scozia e dalla Sierra Leone) si ebbe successivamente fra il 1795 e il 1800, portando all'insediamento sul territorio di altre centinaia di unità di rifugiati.

## Eventi sportivi
Trelawny ha ospitato nel 2007 la cerimonia di apertura della Coppa del mondo ICC di Cricket.